# تا پایان ماه
تا پایان ماه (انگلیسی: Till the End of the Moon; چینی: 长月烬明) یک مجموعه تلویزیونی چینی بر پایه رمان 黑月光拿稳BE剧本 اثر تنگ لو وی ژی و با بازی لو یونشی و بای لو است. این مجموعه از ۶ آوریل تا ۹ مه ۲۰۲۳ و برای ۴۰ قسمت از یوکو پخش شد. این مجموعه یک موفقیت داخلی و بین‌المللی بود و چندین رکورد را شکست.

## بازیگران

### اصلی
- لو یونشی در نقش تان‌تای جین (澹台烬) / کانگ جیومین (沧九旻) / مینگ‌یه (冥夜)[۲]
- بای لو در نقش لی سوسو (黎苏苏) / یه شی‌وو (叶夕雾) / سانگ‌جیو (桑酒)[۱]